# Sächsische Schweiz

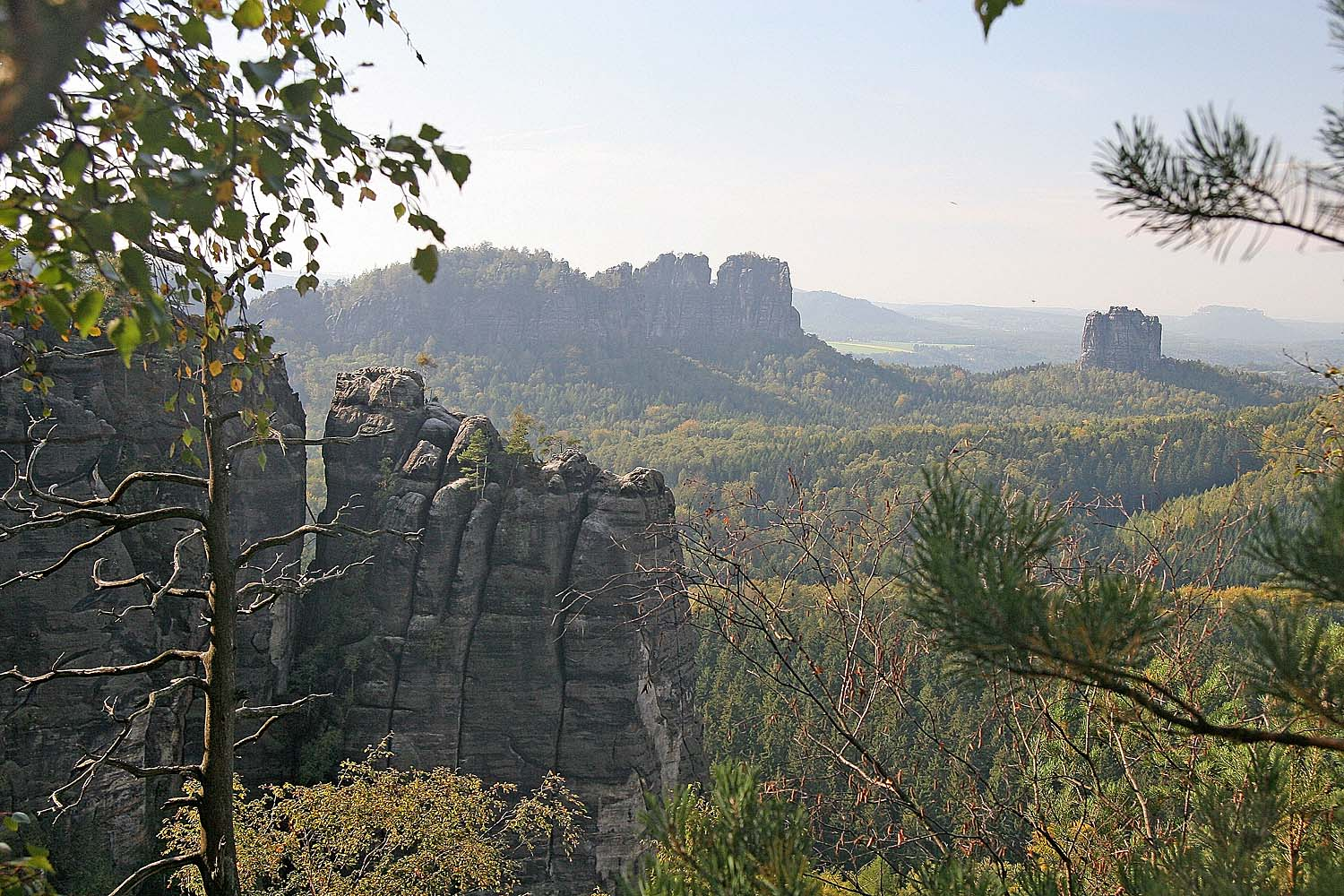
Affensteine, Schrammsteine och Falkenstein vid Bad Schandau.

Sächsische Schweiz (sv. även Sachsiska Schweiz) är den tyska delen av bergsområdet Elbsandsteingebirge, i förbundslandet Sachsen nära gränsen till Tjeckien. Namnet Sächische Schweiz har använts sedan 1700-talet. Kännetecknande för området är den pittoreskt utformade sandstenen och många isolerade bergstoppar. Den tjeckiska delen av Elbsandsteingebirge kallas České Švýcarsko (sv. Böhmiska Schweiz, ty. Böhmische Schweiz).
I området finns nationalparken Nationalpark Sächsische Schweiz.